# Program Operacyjny Innowacyjna Gospodarka 2007–2013
Program Operacyjny Innowacyjna Gospodarka 2007-2013 (PO IG) – rządowy dokument przyjęty przez Radę Ministrów 19 grudnia 2006. Jego autorem jest Ministerstwo Rozwoju Regionalnego. PO IG jest jednym z 6 programów krajowych Narodowych Strategicznych Ram Odniesienia. Finansowany jest z Europejskiego Funduszu Rozwoju Regionalnego (85%) oraz ze środków budżetu państwa (15%).
Dokument opisuje obecny stan polskiej gospodarki pod kątem innowacyjności i konkurencyjności oraz stan sektora naukowo-badawczego. Wskazuje sześć głównych celów, jakie powinny zostać osiągnięte w najbliższych latach, zgodnie z założeniami tzw. Strategii Lizbońskiej i opisuje metody ich realizacji. Są to następujące cele:
1. Zwiększenie innowacyjności przedsiębiorstw.
2. Wzrost konkurencyjności polskiej nauki.
3. Zwiększenie roli nauki w rozwoju gospodarczym.
4. Zwiększenie udziału innowacyjnych produktów polskiej gospodarki w rynku międzynarodowym.
5. Tworzenie trwałych i lepszych miejsc pracy.
6. Wzrost wykorzystania technologii informacyjnych i komunikacyjnych w gospodarce.

Głównym zadaniem Programu Operacyjnego Innowacyjna Gospodarka jest wsparcie rozwoju innowacyjnych przedsiębiorstw oraz konkurencyjności polskiej gospodarki. W ramach Programu Operacyjnego wspierane są projekty o charakterze innowacyjnym w zakresie nowych technologii, produktów, usług czy organizacji. Maksymalny poziom dofinansowania (nie wliczając w to pomocy technicznej) może wynieść do 85% wartości projektu, a zależy on od formy korzystania z pomocy (regionalna pomoc publiczna, pomoc de minimis), wielkości przedsiębiorstwa, rodzaju dokonywanych wydatków, lokalizacji projektu oraz specyficznych założeń danego Działania, bądź konkursu.
Łączna wielkość publicznych środków finansowych zaangażowanych w realizację PO IG wynosi 10 186 030 644 euro.

## Lista działań
Program Operacyjny Innowacyjna Gospodarka dzieli się na 9 osi priorytetowych, a te z kolei na konkretne działania, w ramach których odbywa się wybór projektów do dofinansowania w ramach trybów: indywidualny, konkursowy, systemowy, pomocy technicznej.
- Oś priorytetowa 1. – Badania i rozwój nowoczesnych technologii
  - 1.1 Wsparcie badań naukowych dla budowy gospodarki opartej na wiedzy.
  - 1.2 Wzmocnienie potencjału kadrowego nauki. (Ministerstwo Nauki i Szkolnictwa Wyższego)
  - 1.3 Wsparcie projektów B+R na rzecz przedsiębiorców realizowanych przez jednostki naukowe.
  - 1.4 Wsparcie projektów celowych (Ministerstwo Nauki i Szkolnictwa Wyższego)
- Oś priorytetowa 2. – Infrastruktura sfery B+R
  - 2.1 Rozwój ośrodków o wysokim potencjale badawczym. (Ministerstwo Nauki i Szkolnictwa Wyższego)
  - 2.2 Wsparcie tworzenia wspólnej infrastruktury badawczej jednostek naukowych. (Ministerstwo Nauki i Szkolnictwa Wyższego)
  - 2.3 Inwestycje związane z tworzeniem infrastruktury informatycznej nauki. (Ministerstwo Nauki i Szkolnictwa Wyższego)
- Oś priorytetowa 3. – Kapitał dla innowacji
  - 3.1 Inicjowanie działalności innowacyjnej. (Ministerstwo Gospodarki/ Polska Agencja Rozwoju Przedsiębiorczości)
  - 3.2 Wspieranie funduszy kapitału podwyższonego ryzyka. (Ministerstwo Gospodarki)
  - 3.3 Tworzenie systemu ułatwiającego inwestowanie w MŚP. (Ministerstwo Gospodarki/ Polska Agencja Rozwoju Przedsiębiorczości)
- Oś priorytetowa 4. – Inwestycje w innowacyjne przedsięwzięcia
  - 4.1 Wsparcie wdrożeń wyników prac B+R. (Ministerstwo Gospodarki/ Polska Agencja Rozwoju Przedsiębiorczości)
  - 4.2 Stymulowanie działalności B+R przedsiębiorstw oraz wsparcie w zakresie wzornictwa przemysłowego (Ministerstwo Gospodarki/ Polska Agencja Rozwoju Przedsiębiorczości)
  - 4.3 Kredyt technologiczny. (Ministerstwo Gospodarki)
  - 4.4 Nowe inwestycje o wysokim potencjale innowacyjnym (Ministerstwo Gospodarki/ Polska Agencja Rozwoju Przedsiębiorczości)
  - 4.5 Wsparcie inwestycji o dużym znaczeniu dla gospodarki (Ministerstwo Gospodarki)
- Oś priorytetowa 5. Dyfuzja innowacji
  - 5.1 Wspieranie rozwoju powiązań kooperacyjnych o znaczeniu ponadregionalnym (Ministerstwo Gospodarki/ Polska Agencja Rozwoju Przedsiębiorczości)
  - 5.2 Wspieranie instytucji otoczenia biznesu świadczących proinnowacyjne usługi oraz ich sieci o znaczeniu ponadregionalnym (Ministerstwo Gospodarki/ Polska Agencja Rozwoju Przedsiębiorczości)
  - 5.3 Wspieranie ośrodków innowacyjności (Ministerstwo Gospodarki/ Polska Agencja Rozwoju Przedsiębiorczości)
  - 5.4 Zarządzanie własnością intelektualną (Ministerstwo Gospodarki/ Polska Agencja Rozwoju Przedsiębiorczości)
- Oś priorytetowa 6. Polska gospodarka na rynku międzynarodowym
  - 6.1 Paszport do eksportu (Ministerstwo Gospodarki/ Polska Agencja Rozwoju Przedsiębiorczości)
  - 6.2 Rozwój sieci centrów obsługi inwestorów i sprzedających poza Polskę oraz powstawanie nowych terenów inwestycyjnych
  - 6.3 Promocja turystycznych walorów Polski (Ministerstwo Gospodarki)
  - 6.4 Inwestycje w produkty turystyczne o znaczeniu ponadregionalnym. (Ministerstwo Gospodarki/ Polska Organizacja Turystyczna)
  - 6.5 Promocja polskiej gospodarki(Ministerstwo Gospodarki – Departament Wdrażania Programów Operacyjnych)
- Oś priorytetowa 7. – Społeczeństwo informacyjne – budowa elektronicznej administracji
- Oś priorytetowa 8. – Społeczeństwo informacyjne – zwiększanie innowacyjności gospodarki
  - 8.1 Wspieranie działalności gospodarczej w dziedzinie gospodarki elektronicznej. (Ministerstwo Spraw Wewnętrznych i Administracji/ Polska Agencja Rozwoju Przedsiębiorczości)
  - 8.2 Wspieranie wdrażania elektronicznego biznesu typu B2B. (Ministerstwo Spraw Wewnętrznych i Administracji/ Polska Agencja Rozwoju Przedsiębiorczości)
  - 8.3 Przeciwdziałanie wykluczeniu cyfrowemu – eInclusion. (Ministerstwo Spraw Wewnętrznych i Administracji/ Władza Wdrażająca Programy Europejskie)
  - 8.4 Zapewnienie dostępu do Internetu na etapie „ostatniej mili”. (Ministerstwo Spraw Wewnętrznych i Administracji/ Władza Wdrażająca Programy Europejskie)
- Oś priorytetowa 9. – Pomoc techniczna. (finansowanie instytucji wdrażających)
  - 9.1 Wsparcie zarządzania
  - 9.2 Wyposażenie instytucji
  - 9.3 Informacja i promocja
  - 9.4 Ewaluacja

## Instytucje w POIG
Instytucja Zarządzająca – nadzoruje realizację programu, jej funkcję pełni Departament Zarządzania Programami Konkurencyjności i Innowacyjności w Ministerstwie Rozwoju Regionalnego
Instytucja Pośrednicząca – zapewnia sprawną realizację programu, jej funkcję pełnią kolejno:
- priorytet 1 i 2 – Narodowe Centrum Badań i Rozwoju
- priorytet 3, 4, 5, 6 – Minister właściwy do spraw gospodarki, obecnie funkcję pełni Departament Wdrażania Programów Operacyjnych w Ministerstwie Gospodarki
- priorytet 7, 8 – Minister właściwy do spraw administracji i cyfryzacji, obecnie funkcję pełni Departament Funduszy Strukturalnych w Ministerstwie Administracji i Cyfryzacji

Instytucja Wdrażająca w postaci sześciu instytucji
- Ośrodek Przetwarzania Informacji
- Polska Agencja Rozwoju Przedsiębiorczości
- Władza Wdrażająca Programy Europejskie
- Polska Organizacja Turystyczna
- Bank Gospodarstwa Krajowego
- Departament Wdrażania Programów Operacyjnych w Ministerstwie Gospodarki